# Delta occidentale
Delta occidentale är en stekelart som beskrevs av Giordani Soika 1975. Delta occidentale ingår i släktet Delta och familjen Eumenidae. Inga underarter finns listade i Catalogue of Life.